# 天康 (陳)
天康（てんこう）は、南北朝時代の南朝陳において文帝陳蒨の治世に使用された元号。566年2月 - 12月。

## 西暦・干支との対照表
| 天康 | 元年  |
| 西暦 | 566年 |
| 干支 | 丙戌  |